# إدوارد سي. ماكفارلين
إدوارد سي. ماكفارلين هو سياسي أمريكي، ولد في 8 أكتوبر 1848 في هونولولو في الولايات المتحدة، وتوفي في 16 فبراير 1902 في شيكاغو في الولايات المتحدة. نشط حزبياً في National Reform Party (Hawaii) ‏.